# Montenegro, Rio Grande do Sul
Montenegro este un oraș din statul Rio Grande do Sul (RS), Brazilia.